# Marcin Zawicki
Marcin Zawicki (ur. 2 grudnia 1985 w Szczecinie) – polski artysta współczesny, malarz, rysownik, autor instalacji, pedagog Akademii Sztuk Pięknych w Gdańsku.

## Życiorys
Absolwent Państwowego Liceum Sztuk Plastycznych im. Constantina Brancussi w Szczecinie (2005), Studiował na Wydziale Malarstwa Akademii Sztuk Pięknych w Gdańsku (2005–2010), gdzie uzyskał dyplom z wyróżnieniem w pracowni profesor Teresy Miszkin. Jego Praca dyplomowa „Hollow Art” zdobyła Nagrodę Rektorów – Grand Prix w konkursie Najlepsze Dyplomy ASP 2010. W latach 2010–2018 pracował na stanowisku asystenta, od 2018 na stanowisku adiunkta na Wydziale Malarstwa Akademii Sztuk Pięknych w Gdańsku. W 2015 roku na macierzystej uczelni obronił pracę doktorską „Chorografia”, promotorką była profesor Anna Królikiewicz. Doktorat otrzymał wyróżnienie Rady Wydziału Malarstwa oraz Nagrodę Rektora ASP.
18 lutego 2021 roku otrzymał stopień doktora habilitowanegooraz stanowisko profesora uczelni. W 2022 profesor prowadzący Pracownię Gościnną na Akademii Sztuk Pięknych w Warszawie.
Autor kilkudziesięciu wystaw indywidualnych i zbiorowych, w kraju i za granicą, laureat wielu nagród i wyróżnień. Za działalność artystyczną i pedagogiczną otrzymał dwukrotnie Nagrodę Rektora III stopnia (2012, 2015), oraz Nagrodzę Rektora II stopnia (2019). Laureat Wyróżnienia w X konkursie im. Gepperta (2011), dwukrotnego wyróżnienia na Biennale Malarstwa Bielska Jesień (2013, 2019). Trzykrotnie nominowany do nagrody Pomorskie Sztormy w kategorii Kultura – Człowiek Roku (2017, 2018, 2019). Notowany w rankingu kompas młodej sztuki 2018 roku na 8 pozycjiW 2021 roku otrzymał nagrodę Recognition Award w prestiżowym konkursie Strabag Artaward (Austria, Wiedeń). W 2023 otrzymał przyznawaną przez ZPAP w Gdańsku Nagrodę im. Kazimierza Ostrowskiego, jedno z najważniejszych wyróżnień przyznawanym malarzom w Polsce oraz Nagrodę Teatralną Miasta  Gdańska za rok 2022 za realizację scenografii w spektaklu Zmień się! w Teatrze Miniatura w Gdańsku.
Zajmuje się głównie malarstwem i instalacjami przestrzennymi. Jego prace malarskie powstają w oparciu o przygotowanie wcześniej makiety – rodzaj autorskich martwych natur.
„(….) Z nieskończonych możliwości, jakie oferuje artyście sztuka, Zawicki wybiera restrykcyjnie zawężony wycinek: martwe natury na temat własnoręcznie skonstruowanych makiet sztucznej natury. Ta dobrowolna rezygnacja praktycznie ze wszystkiego wygląda na obłęd, ale w tym szaleństwie jest metoda. Zakreśliwszy raz granice tego klaustrofobicznego terytorium, artysta zapełnia je szczelnie malarskimi konceptami, komplikuje pozornie tylko ograniczoną formułę, rozszerza ją od środka, mnoży wariacje; każdy obraz wnosi do tego dyskursu coś nowego, każdy go wzbogaca. Cóż to jednak za dyskurs? Zawicki nie tytułuje prac, widz desperacko szuka w tych przedstawieniach jakiejś alegorii, szyfru, znaczenia umieszczonego pod powierzchnią przedstawienia. Nie znajduje go jednak w głębi obrazu, wszystko jest na powierzchni. Nowożytna martwa natura rozkwitła w momencie, w którym sztuka europejska zaczęła uniezależniać się od religijnych i metafizycznych zobowiązań i zaczęła się wybijać na autonomię. Nieprzypadkowo tak intensywnie rozwinęli ten gatunek siedemnastowieczni Holendrzy, pionierzy rynku sztuki – pierwsi artyści, którzy na dużą skalę zaczęli tworzyć już nie obiekty kultu, wizualizacje religijnej wyobraźni czy politycznego porządku, lecz czyste malarstwo adresowane do ludzi poszukujących nie tyle tematów, ile obrazów. Tematem Zawickiego jest właśnie malarstwo, sam akt przedstawiania oraz niepokojąca, niesamowita dwuznaczność, która towarzyszy zarówno dokonywaniu tego aktu, jak i oglądaniu jego skutków – obrazów. Prawdziwa przyjemność obcowania z pracami Zawickiego wiąże się z odkryciem, że choć przedstawienie rzeczywistości jest praktyką starą jak kultura, to nie da się jej oswoi. Jeżeli bierze się za nią ktoś, kto jak Zawicki rozumie głęboko niesamowitość przedstawienia, to zawsze pozostanie ono czymś niebywałym, całkowicie nienaturalnym, a więc całkowicie ludzkim.”

- Stach Szabłowski, Ogród nieistniejący, ale przedstawiony, czyli obecność malarstwa w obrazach Marcina Zawickiego, w katalogu wystawy: Marcin Zawicki. Coś dziwnego tu się zbliża. ISBN 978-83-65153-13-5, Publ. Miejski Ośrodek Sztuki, Gorzów Wielkopolski, Polska 2016
Instalacje przestrzenne, na których początkowo opierał jedynie malarstwo, stały się autonomiczną formą wypowiedzi Zawickiego osiągając niekiedy monumentalne rozmiary, jak w realizowanej w ramach Projektu „Miejsca” organizowanego przez Instytut kultury Miejskiej wystawie Życie (2018), realizacji Chorografia, czy monumentalnej rzeźby w przestrzeni publicznej Grzyby w Poznańskim Visual Parku. Jest autorem elementów scenografii do filmu LasJoanny Zastróżnej. W 2022 zrealizował scenografię do spektaklu Zmień się! w reżyserii Edyty Janusz-Ehrlich w Teatrze Miniatura w Gdańsku. W latach 2018–2021 prowadził niezależną galerię sztuki Tajna Galeria w Gdańskim Wrzeszczu. Od 2020 roku zasiada w Gdańskiej Radzie Kultury W latach 2015–2020 był reprezentowany przez Galerię m2. Mieszka i pracuje w Gdańsku.

## Wystawy

### wystawy indywidualne
- 2009 Marcin Zawicki, malarstwo i rysunek, Sfinks, Sopot
- 2010 Hollow Art, Galeria Pionova, Gdańsk
- 2010 Dzieło, Galeria Wozownia Toruń[16]
- 2011 Chciałbym, żeby byli wakacje, Galeria Gablotka[17], Gdańsk
- 2012 Wunderkamera, Galeria Fundacji Rozwoju Sztuki Zielona Marchewka, Warszawa[18]
- 2012 The Fall, Państwowa Galeria Sztuki w Sopocie
- 2014 Sporysz, Galeria m², Warszawa
- 2015 Chorografia BWA Zielona Góra[11]
- 2015 Marcin Zawicki / Vit Ondracek. Malarstwo, Galeria Miejska, Wrocław[19]
- 2015 Chorografia, Galeria ASP, Gdańsk
- 2015 Wieszajmy Artystów Każdego dnia / Marcin Zawicki, Kolonia Artystów, Gdańsk
- 2016 Coś dziwnego tu się zbliża, Miejski Ośrodek Sztuki, Galeria BWA, Gorzów Wielkopolski[20]
- 2016 Marcin Zawicki. Malarstwo, Teatr im. Stanisława Ignacego Witkiewicza, Zakopane
- 2016 Homoiomerie, Galeria m², wystawa w ramach Warsaw Gallery Weekend, Warszawa[21]
- 2016 Zarodki, Galeria Wozownia, Toruń[22]
- 2017 Życie, Instalacja site-specific w ramach cyklu „Miejsca” organizowanego przez Instytut kultury miejskiej, Królewska Fabryka Karabinów, Gdańsk[10][23]
- 2017 Gesty, Pawilon Sztuki Artystycznej Podróży Hestii, Warszawa[24]
- 2018 Wielka Kronika, Galeria Bielska BWA, Bielsko-Biała[25]
- 2018 Dzień gniewu, Galeria m², Warszawa
- 2018 Osiemset milionów litrów farby, Kolonia Artystów, Gdańsk[26]
- 2019 Nowotwory, Tajna Galeria, Gdańsk (Z Maciejem Chodzińskim)
- 2019 Upadła Planetka, Zamek Sielecki, Sosnowiec[27]
- 2019 Marcin Zawicki, Malarstwo, Galeria Refektarz, Kartuzy
- 2020 Wieszajmy Artystów Każdego Dnia – Marcin Zawicki, Kolonia Artystów, Gdańsk
- 2021 Golem, Państwowe Muzeum im. Przypkowskich w Jędrzejowie, Jędrzejów
- 2021 To żyje!, Galeria ABC, Poznań[28]
- 2022 Golem, Strabag Kunstofum, Vienna, Austria[29]
- 2023 Nagroda im. Kzimierza Ostrowskiego, Wielka Zbrojownia, Gdańsk[30]

### wystawy zbiorowe
- 2009 Okolice Portretu, Państwowa Galeria Sztuki, Sopot
- 2009 Artystyczna Podróż Hestii, Ergo Hestia, Sopot
- 2009 To idzie młodość – galeria Klimy Bocheńskiej, Warszawa
- 2010 Pomorze Sztuki, Królewska fabryka karabinów w Gdańsku; Willa Lenza, Szczecin
- 2010 Najlepsze Dyplomy, Muzeum Narodowe w Gdańsku, oddział Zielona Brama, Gdańsk
- 2010 From Gdańsk to Istambul, Uniwersytet Marmara, Istambuł[31]
- 2011 Wnętrze, Muzeum Etnograficzne, Warszawa
- 2011 Co robi malarz? 10 konkurs im. Gepperta, BWA Awangarda, Wrocław[32]
- 2012 Okolice obrazu, Galeria El, Elbląg[33]
- 2012 Gdańskie Biennale Sztuki, Gdańska Galeria Miejska, Gdańsk[34]
- 2012 Dialog, Wielka Zbrojownia, Gdańsk
- 2012 Opowieści niesamowite, Lasy Państwowe, Gdańsk
- 2012 Pożegnanie ze światem, Fabryka Batycki, Gdańsk[35]
- 2013 Sposoby Obrazowania, Dwór Karwacjanów, Gorlice
- 2013 Derealizm, Galeria Miejska, Wrocław[36]
- 2013 Bielska Jesień, Galeria Bielska BWA, Bielsko Biała
- 2014 Mdłości, Galeria Wozownia, Toruń, Galeria 13 muz, Szczecin, Wielka Zbrojownia, Gdańsk[37]
- 2014 Kompleksy i Frustracje, Galeria Labirynt, Lublin[38]
- 2014 237, performace/instalacja, festiwal Streetvawes (z Sylwią Kasprowicz), Ośrodek „Drogowiec” Wyspa Sobieszewska, Gdańsk[39]
- 2014 Prowincja Duż[EGO] formatu, muzeum regionalne, Głogówek
- 2014 Paint Me Paint Me Everywhere, Bunkier Sztuki, Kraków[40]
- 2014 Przez pryzmat, Pałac Sztuki w Krakowie
- 2015 Przez pryzmat. odsłona druga, Galeria Miejska Arsenał, Poznań
- 2015 Północ – Południe, Galeria Szyb Wilson, Katowice[41]
- 2015 Absolwent. Po Akademii – płynne tożsamości, Instytut Sztuki Wyspa, Gdańsk[42]
- 2015 Ostrale. Handle with Care, Drezno[43]
- 2015 Palindrom, Państwowa Galeria Sztuki, Sopot[44][45]
- 2015 Horyzonty / Horizonte, Galeria VBK, Berlin
- 2015 Horyzonty / Horizonte, Wielka Zbrojownia, Gdańsk
- 2015 Ferenezje, galeria Labirynt, Lublin
- 2015 Metafora i Rzeczywistość, Zbrojownia Sztuki, Gdańsk[46]
- 2016 Północ – Południe vol.2, Zbrojownia Sztuki, Gdańsk
- 2016 Przez Pryzmat odsłona 3, Galeria Neon, Wrocław
- 2016 Günter Grass. Kolekcja Plus, Gdańska Galeria Güntera Grassa, Gdańsk[47]
- 2016 Wśród Twarzy, Państwowa Galeria Sztuki, Sopot[48]
- 2016 ArtVilnius International Artfair, stoisko Galerii m² (Z Grzegorzem Sztwiertnią), Wilno[49]
- 2016 KREW-WERK, Fundacja Galerii Foksal, Warszawa[50]
- 2016 Midnight Show, Wrocław[51]
- 2016 Znajomi znad morza, Rynek 25, Wrocław[52]
- 2016 Festiwal Polskiego Malarstwa Współczesnego, Zamek Książąt Pomorskich, Szczecin
- 2016 Festiwal Narracje, Królestwo 60,4 m n.p.m., Gdańsk[53]
- 2016 Kompas Młodej Sztuki, Centrum Olimpijskie, galeria -1, Warszawa[54]
- 2017 43. Festiwal Malarstwa Bielska Jesień, Galeria Bielska BWA, Bielsko-Biała
- 2017 Jednoczesność Zdarzeń, CSW Znaki Czasu, Toruń[55]
- 2017 Visegrad4art. Painting Rediscovery, Muzeum Narodowe Ziemi Przemyslkiej, Przemyśl[56]
- 2017 KHÔRA Gdanskas Vilniuje, Vilnius Gdanske, Titanikas Gallery, Wilno[57]
- 2017 Kompas Młodej Sztuki, Centrum Olimpijskie, galeria -1, Warszawa
- 2018 Rodzina Sfinksa, Sfinks, Sopot
- 2018 [x], Galeria Olimpus, Łódź
- 2018 Chodzi lisek koło drogi, nie ma ręki ani nogi, galeria Fosfor, Kraków[58]
- 2018 Marzenia (wio)senne, Galeria Biała, Lublin[59]
- 2018 Szara strefa, opisywanie opisu. Instytut Cybernetyki Sztuki / galeria Spiż 7
- 2018 Kościotrupy muszą wstawać, Gdańska Galeria Miejska, Gdańsk[60]
- 2018 Sztuka z Lasu koniom lżej, Wytwórnia Filmów Fabularnych, Warszawa
- 2018 Brl/Gda24h, Efemeryczny projekt artystyczny, Dom Chodowieckiego i Grassa, Gdańsk[61]
- 2018 Wiatr od Morza, Muzeum Narodowe, Gdańsk[62]
- 2018 Rośl-inne, Galeria ABC, Poznań[63]
- 2018 Wiatr od Morza, W sto lat później, Muzeum Pomorza Środkowego, Słupsk
- 2019 Pałac Sztuki. Młode malarstwo Polskie, Muzeum Narodowe w Gdańsku, Gdańsk[64]
- 2019 Wiatr od Morza, W sto lat później, Muzeum Zamkowe w Malborku, Malbork
- 2019 Wiatr od Morza, W sto lat później, Muzeum Piśmiennictwa i Muzyki Kaszubsko-Pomorskiej w Wejherowie
- 2019 Czarna żółć, Bałtycka Galeria Sztuki Współczesnej, Ustka[65]
- 2019 44. Biennale Malarstwa Bielska Jesień, Bielsko Biała
- 2019 Wiatr od Morza. W sto lat później. Muzeum Zachodniokaszubskie w Bytowie
- 2019 Nowe spojrzenie. Galeria Polskiej sztuki współczesnej, Muzeum Narodowe w Gdańsku[66]
- 2019 This is the men’s world, kolonia Artystów, Gdańsk[67]
- 2019 Kompas Młodej sztuki, Muzeum im. Bolesława Biegasa, Warszawa
- 2020 Kizzz love and silkscreen – Graphics Flower Shop, Serigraffeur, Berlin
- 2020 Transformation. From Bucharest to Gdańsk/From Gdańsk to Bucharest, Zbrojownia Sztuki, Gdańsk
- 2020 Herbarium novum. Efflorescentiae. Galeria miejska BWA w Bydgoszczy, Bydgoszcz[68]
- 2020 Eksperyment: Exlibris, Gdańska Galeria Miejska, Gdańsk[69],
- 2020 Gdańsk 2020, Instytut kultury miejskiej, Gdańsk (wystawa online)[70]
- 2020 Gdańskie Biennale Sztuki, Gdańska Galeria Miejska, Gdańsk[71]
- 2022 Na pograniczu światów, Centrum Edukacji Przyrodniczej UJ, Kraków[72]
- 2022 Bujność. Atlas nieskończonych możliwości, Państwowa Galeria Sztuki, Sopot[73]
- 2022 Hommage à Profesor Kazimierz Ostrowski. Zbrojownia Sztuki, Gdańsk[74]
- 2022 Art. Dekoracyjne, Biała Gallery, Lublin[75]
- 2022 Merian, City Tower Gallery Gmünd, Gmünd, Austria[76]
- 2022 Nie wszystko jest o nas, Goyki 3, Sopot[77]
- 2023 Your home’s world away, MLZ art dep, Triestr, Włochy[78]
- 2024 Wyspa dnia poprzedniego, Centrum Edukacji Przyrodniczej UJ, Kraków[79]
- 2024 Myślę i czuję, Ośrodek Propagandy Sztuki / ASP w Łodzi, Łódź[80]
- 2024 Wizja lokalna / 9. Festiwal malarstwa, Galeria Geppart, Wrocław[81]

## Prace w zbiorach
- Muzeum Narodowego W Gdańsku[66]
- NOMUS w Gdańsku[82]
- Artystyczna Podróż Hestii[83]
- Galerii Bielskiej BWA
- Gdańskiej Galerii Miejskiej[84]
- Strabag Kuntforum[29]

oraz licznych kolekcjach prywatnych

## Tajna Galeria
W latach 2018–2020 Marcin Zawicki prowadził niezależną galerię sztuki współczesnej Tajna Galeria w Gdańskiej dzielnicy Wrzeszcz, gdzie organizuje wystawy zarówno debiutantów, jak i uznanych twórców. Wystawy zrealizowane w ramach działalności Tajnej Galerii:
- 2018 Inauguracja Tajnej Galerii
- 2018 Martyna Baranowicz Mogłabym powiedzieć kim byłam dzisiaj rano, ale od tego czasu musiałam się już zmienić wiele razy
- 2018 Sławomir Toman Rewizyta
- 2018 Łukasz Patelczyk Aftershow[61](wystawa we współpracy z Krupa Gallery)
- 2019 Michał Algebra Limbo
- 2019 Marcin Zawicki/Maciej Chodziński, Nowotwory
- 2019 Szymon Szyszko, Lizuny
- 2019 Agata Nowosielska, Księga głów. Prolog
- 2019 Anna Królikiewicz Proszek musujący, czy to Państwu coś mówi? /Anna Królikiewicz, Czy jest tu Czarna Kucharka? (wystawa realizowana we współpracy z Fundacją Palma oraz Gdańską Galerią miejską w ramach festiwalu Noc Wrzeszcza i Festiwalu Grassomania)[86]
- 2019 Prezentacja działalności Galerii podczas VI zjazdu dyrektorów i pracowników galerii sztuki współczesnej
- 2019 Wystawa małego formatu (wystawa zbiorowa studentów z koła naukowego I INNI przy Wydziale Malarstwa Akademii Sztuk Pięknych w Gdańsku)
- 2019 Patrycja Orzechowska Myśloformy
- 2019 Anna Witkowska Czarna woda
- 2019 Adam Witkowski Outlines
- 2020 Edyta Hul Kwaśna Ziemia
- 2020 Martyna Jastrzębska, Bad Trip

### Opracowania w całości poświęcone twórczości autora
- Marcin Zawicki, Upadła Planetka, ISBN 978-83-64219-46-7 wyd. SCS Zamek Sielecki, Sosnowiec, Polska, 2019
- Marcin Zawicki, Gesty, ISBN 978-83-948842-0-8, wyd. Artystyczna Podróż Hestii, Warszawa, 2017
- Marcin Zawicki, Zarodki, ISBN 978-83-63211-63-9, wyd. Galeria Sztuki Wozownia, Toruń, Polska, 2016
- Marcin Zawicki, Coś dziwnego tu się zbliża, ISBN 978-83-65153-13-5, Wyd. Miejski Ośrodek Sztuki, Gorzów Wielkopolski, Polska, 2015
- Vit Ondracek / Marcin Zawicki, Malarstwo, ISBN 978-83-940151-9-0, Wyd. Galeria Miejska we Wrocławiu, Wrocław, Polska, 2015
- Marcin Zawicki, Chorografia, ISBN 978-83-61440-76-5, Wyd. BWA Zielona Góra / Fundacja rozwoju sztuki Zielona Marchewka, Zielona Góra, Polska 2015
- Marcin Zawicki, The Fall, ISBN 978-83-61270-48-5, Wyd. PGS, Sopot, Polska 2012
- Marcin Zawicki, Wunderkamera, ISBN 978-83-88735-37-0 Wyd. Fundacja Rozwoju Sztuki Zielona Marchewka, Warszawa, Polska 2012

### Książki, katalogi, inne publikacje
- Kama Zboralska 101 polskich artystów współczesnych, ISBN 978-83-61706-52-6 wyd. artinfo, Warszawa, Polska, 2019
- 44 Biennale Malarstwa Bielska Jesień 2019, ISBN 978-83-65901-08-8, Galeria Bielska BWA, Bielsko-Biała, Polska, 2019
- Stefan Żeromski, Wiatr od morza, wyd Muzeum Narodowe w Gdańsku / Wojewódzka i ISBN 978-83-63185-74-9, ISBN 978-83-89285-12-6, Miejska Biblioteka publiczna w Gdańsku, Gdańsk, 2018
- Pałac Sztuki. Młode malarstwo Polskie, ISBN 978-83-63185-98-5 wyd. Muzeum Narodowe w Gdańsku, Gdańsk, Polska, 2019,
- Marzenia (wio)senne, ISBN 978-83-62191-40-6, Galeria Biała, Lublin, Polska, 2018
- Gray Economy. describing the description / Szara Strefa. Opisywanie Opisu, wyd. Fundacja TNS, Gdańsk, Polska, 2018
- Młodzi Twórcy Kultury, wyd. Biuro Prezydenta ds. Kultury, Urząd Miejski w Gdańsku, Gdańsk, Polska, 2017
- Khora. From Gdansk to Vilnus | From Vilnius to Gdansk, ISBN 978-83-65366-39-9, Akademia sztuk Pięknych w Gdańsku, Gdańsk, Polska, 2017
- 43 Biennale Malarstwa Bielska Jesień 2017, ISBN 978-83-65901-00-2, Galeria Bielska BWA, Bielsko-Biała, Polska, 2017
- Visegrad4art, ISBN 978-83-7666-519-1, wyd. Wydawnictwo Sejmowe, 2017
- Palindrom, ISBN 978-83-8040-006-1, wyd. Państwowa Galeria Sztuki w Sopocie, Sopot, Polska, 2016
- Warsaw Gallery Weekend (ENG), ISBN 978-83-939596-5-5 Wyd. Warsaw Gallery Weekend, Warszawa, Polska, 2016
- Warsaw Gallery Weekend (PL), ISBN 978-83-939596-4-8 Wyd. Warsaw Gallery Weekend, Warszawa, Polska, 2016
- Wśród Twarzy, Wyd. Państwowa Galeria Sztuki, Sopot, Polska, 2016
- Wydział Malarstwa, ISBN 978-83-65366-05-4, Wyd. ASP w Gdańsku, Gdańsk, Polska, 2016
- Metafora i Rzeczywistość, ISBN 978-83-62759-93-4 Wyd. ASP w Gdańsku, Gdańsk, Polska, 2015
- Horyzonty | Horizonte 2015, Wyd. Verein Berliner Kunstler, Berlin, Niemcy, 2015
- Horyzonty | Horizonte 2015, ISSN 2081-6197, Wyd. ASP w Gdańsku, Gdańsk, Polska, 2015
- Ostrale’O15, Wyd. OSTRALE – Zentrum fur zeitgenossische Kunst, Drezno, Niemcy, 2015
- Absolwent. Po Akademii – płynne tożsamości, ISBN 978-83-62759-80-4, Wyd. ASP w Gdańsku, Gdańsk, Polska 2015
- Północ – Południe, ISBN 978-83-61424-67-3, ISBN 978-83-62759-74-3, Wyd. Asp w Katowicach / Asp w Gdańsku, Katowice, Polska 2015
- Przez Pryzmat, Odsłona druga, Wyd. Fundacja Artystyczna Podróż Hestii, Poznań, Polska, 2014
- Przez Pryzmat, Wyd. Fundacja Artystyczna Podróż Hestii, Kraków, 2014
- Derealizm, ISBN 978-83-935592-2-0, Wyd. Galeria Miejska Wrocław, Polska 2013
- 41.Biennale Malarstwa „Bielska Jesień 2013, ISBN 978-83-87984-81-6 Wyd. Galeria Bielska BWA, Bielsko Biała, Polska 2013
- Sposoby Obrazowania, ISBN 978-83-62759-40-8, Wyd. ASP w Gdańsku, Gdańsk, Polska 2013
- Mdłości, ISBN 978-83-63211-28-8, Wyd. Galeria Sztuki Wozownia, Toruń, Polska 2013
- Raport Roczny 2013, Wyd. Grupa Ergo Hestia, Sopot, Polska, 2013
- Gdańskie Biennale Sztuki, ISBN 978-83-933170-3-5, Wyd. Gdańska Galeria Miejska, Gdańsk, Polska 2012
- Dialog, ISSN 2081-6197, Wyd. ASP w Gdańsku, Gdańsk, Polska 2012
- Młode Malarstwo w Gdańsku, ISBN 978-83-62759-33-0, Wyd. ASP w Gdańsku, Gdańsk, Polska, 2012
- Wokół Obrazu, ISBN 978-8362759-16-3, Wyd.ASP w Gdańsku, Elbląg, Polska 2012
- Co robi Malarz?, ISBN 978-83-89308-74-0, ISBN 978-83-60520-48-2 Wyd. ASP we Wrocławiu / BWA Wrocław –
- Galerie Sztuki Współczesnej, Wrocław, Polska 2011
- Wnętrze ISBN 978-83-89099-41-9 Wyd. Fundacja Rozwoju Sztuki „Zielona Marchewka”, Warszawa, Polska 2011
- Pomorze Sztuki, ISBN 978-83-929697-4-7, Wyd. ASP w Gdańsku, Współwydawca Szczecin 2016, Gdańsk, Polska 2011
- Najlepsze Dyplomy 2010, ISBN 978-83-929697-6-1, Wyd. ASP w Gdańsku, Gdańsk, Polska 2010
- Artystyczna Podróż Hestii 2010, Wyd. Grupa Ergo Hestia, Sopot, Polska 2010
- Dotykać Bardzo Proszę, ISBN 83-89657-84-8, Wyd. Galeria Sztuki Wozownia, Toruń, Polska 2010
- From Gdansk to Istanbul, ISBN 978-83-62759-02-6, Wyd. ASP w Gdańsku, Gdańsk Polska 2010
- Pieńków 2009, ISBN 978-83-928144-1-2, Wyd. Studio Pająk, Kraków, Polska 2009
- Okolice Portretu, ISBN 978-83-61270-05-08, Wyd. PGS, Sopot, Polska 2009

### Publikacje w prasie
- Jacek Kasprzycki, Bielska bania z malarstwem., Artluk 3-4/2019 ISSN 1896-3676.
- Marta Smolińska Plastik-nowa natura: Marta Antoniak i Marcin Zawicki, czyli przygody malarzy w epoce nadprodukcji, Visual Communication 07-08 2017 Lipiec-sierpień 2017 ISSN 1895-409X.
- Magdalena Zięba-Grodzka, Kiełkująca materia obrazu, Label 4(38)/19 wrzesień-październik 2019, ISSN 2084-9575.
- Rozmowy I Dyskusje. Tabu w Malarstwie., Bliza Kwartalnik Artystyczny, Nr 2 (26) 2016, ISSN 2080-6213.
- Sebastian Dudzik, Sztuka Mdłości., Exit, nowa sztuka w Polsce, No.1 (97) 2014, PL ISSN 0867-0625.
- Jolanta Ciesielska, Bielska Jesień, Format, pismo artystyczne, NR 67, ISSN 0867-2555.
- Marta Smolińska, Wybuchy I Niewybuchy, Artluk, 4 (28) 2013, ISSN 1896-3676.
- Paweł Jagiełło, Dialog z tradycją, Relacje Interpretacje, Kwartalnik Regionalnego Ośrodka Kultury w Bielsku-Białej, Nr 4 (32) grudzień 2013, ISSN 1895-8834.
- Agnieszka Kulazińska Martwe Natury Marcina Zawickiego Exit, nowa sztuka w Polsce, 1 (93) 2013, PL ISSN 0867-0625.
- Marta Czyż, Zmysłowość Malarstwa Format, pismo artystyczne, Nr 62, ISSN 0867-2555.
- Dorota Karaś, Człowiek, który maluje pustkę, Trójmiejski Sztorm Magazyn Kulturalny, Nr 23/29 XII 2011
- Galeria Arteonu, Arteon, magazyn o sztuce, nr 5(145) maj 2012, ISSN 1508-3454.
- Zofia Watrak, Z dyplomem w garści, Sztuka.pl, rynek sztuki I antyków, Wrzesień 2010 Nr 9 (GA 174)
- Łukasz Konieczko, Do biegu gotowi, Wiadomości ASP, nr 51, październik 2010, ISSN 1505-0661.